# Šajkača
Šajkača (în sârbă шајкача, pronunțat [ʃǎjkatʃa]) este o pălărie națională sârbească. Purtată tradițional de bărbații din mediul rural sârbesc, este numită după trupele sârbești cunoscute sub numele de šajkaši, care au protejat Imperiul Austriac împotriva turcilor otomani în secolul al XVIII-lea. Un simbol național popular în Serbia de la începutul secolului al XX-lea, are de obicei culoare neagră, gri sau verde și este de obicei făcută din țesătură moale, de casă. A devenit larg răspândită la sârbi în timpul primei revolte sârbe și a constituit o componentă cheie în uniforma armatei sârbe de la începutul secolului al XIX-lea până la sfârșitul secolului al XX-lea. Astăzi, este în mare parte purtată de bătrâni în comunitățile rurale.

## Istorie

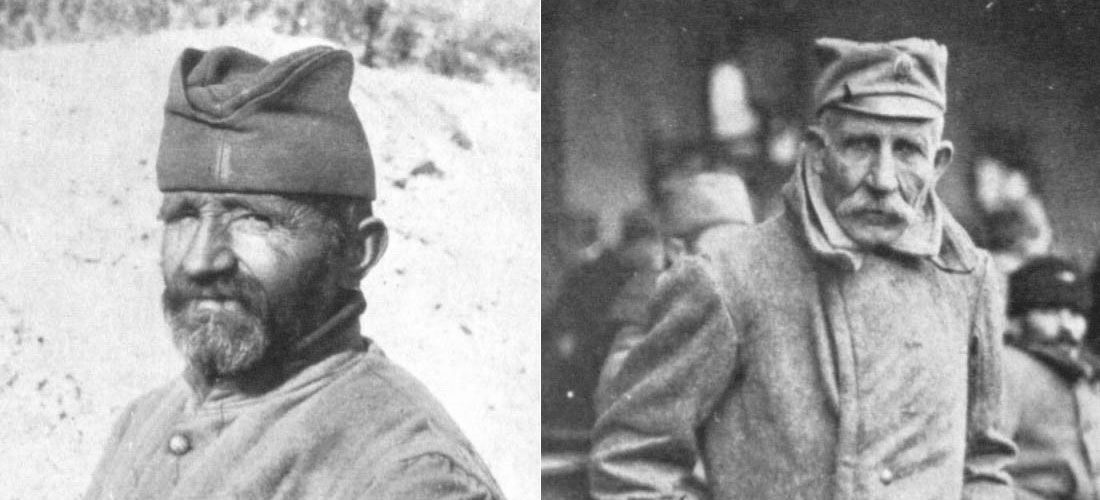
Doi bărbați sârbi vârstnici mobilizați în Primul Război Mondial (1914). Al doilea poartă versiunea militară.

Šajkača este o pălărie tradițională purtată de bărbați în mediul rural sârbesc. Este pălăria națională a Serbiei și se crede că a apărut în partea sârbească a regiunii Banat, în secolul al XVIII-lea, când šajkaši (trupele sârbilor în serviciul Imperiului Austriac) păzeau fluviul Dunărea și râul Sava împotriva Imperiului Otoman și purtau șepci sub forma unei bărci șaica răsturnate. A devenit larg răspândită printre sârbi în timpul primei revolte sârbe, când oamenii revoluționarului sârb Karađorđe Petrović au început să renunțe la fesurile lor în favoarea Šajkača (în sârbă Шајка).
Pălăria tipică țăranilor din regiunea Šumadija din Serbia  a dobândit în cele din urmă un dublu scop: în timpul păcii a fost purtată în mediul rural, iar în timpul războiului a devenit parte a uniformei militare sârbe standard.  În timpul primului război mondial era purtată în mod regulat de soldații Regatului Serbiei. Serbia a fost în cele din urmă depășită de o invazie combinată austro-ungară, germană și bulgărească în 1915, iar în 1916 purtarea șajkača , alături de alte articole de îmbrăcăminte populară sârbă, a fost scoasă din afara legii de autoritățile bulgare în urma ocupației bulgare a sudului Serbiei. După război, purtarea pălăriei în Bosnia a devenit obligatorie de autoritățile sârbe în locul fesului.

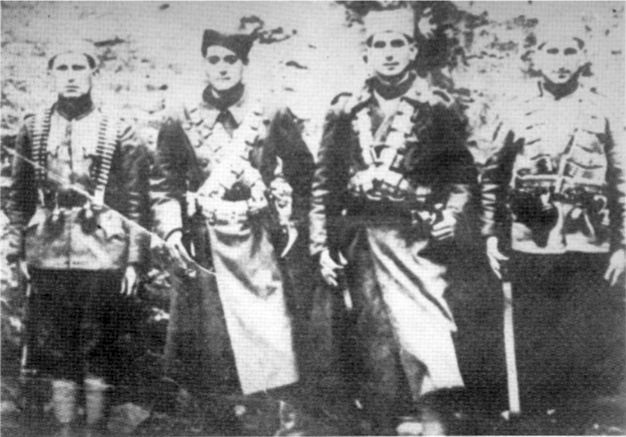
Partizani sârbi purtând šajkača (1941).

În timpul celui de-al doilea război mondial, šajkača a fost pălăria standard purtată de cetnicii sârbi în Regatul Iugoslaviei ocupată de Puterile Axei. A fost de asemenea purtată de partizanii sârbi. După război, a fost înlocuită cu pălăria Titovka în forțele armate ale Iugoslaviei comuniste.
Šajkača a fost purtată de soldații sârbi în timpul desființării Iugoslaviei. Soldații sârbi bosniaci și paramilitarii purtau pălăria în timpul războiului bosniac din 1992-1995 și ulterior a fost adoptată de forțele sârbe bosniace ca fiind pălăria oficială a Armatei Republicii Srpska (sârbă Vojska Republike Srpske, VRS).  În urma bătăliei de la Vukovar, din timpul războiului de independență croat, autoritățile sârbe croate au ridicat pietre funerare soldaților sârbi care au fost uciși luptând pentru oraș. Aceștia fost inițial acoperiți cu evocări sculpturale ale pălăriei šajkača. După reintegrarea orașului Vukovar în Croația, pietrele funerare au fost vandalizate în mod repetat, conducând comunitatea sârbă din oraș la a le înlocui cu pietre funerare mai neutre, fără conotații militare. În timpul bombardamentelor din 1999 asupra Iugoslaviei de către NATO s-a observat faptul că lanțurile McDonald's din Serbia își promovează produsele prin distribuirea de afișe și panglici care înfățișau šajkača aflați pe vârful arcurilor de aur ale logoului McDonald's în încercarea de a susține mândria națională a Serbiei. 

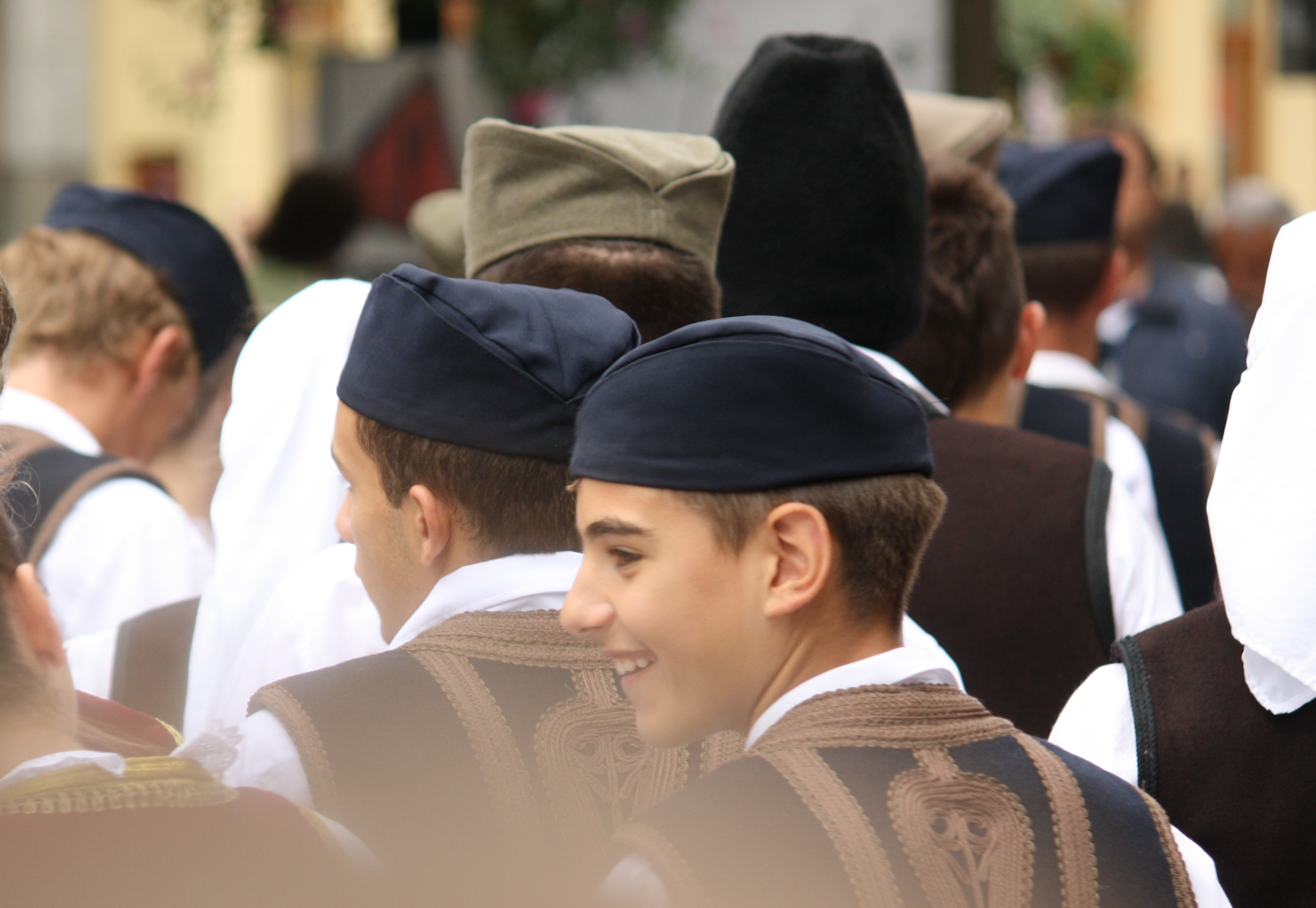
Băieți care poartă șajkača

## Design
Proiectată cu o formă de V de sus, în formă de șaică răsturnată,  šajkača este îngustă și, de obicei neagră sau de culoare gri. Aceasta este, de obicei moale, din pânză de casă și este purtată fără niciun simboluri, în timp de pace. În timp de război, cocarda este un vultur bicefal sârb și motto-ul Doar Unitatea Salvează Sârbii este adesea văzut pe pălărie. Šajkača purtată de soldații sârbi în timpul Primului Război Mondial avea vârful nereflectorizant și era acoperită cu o monogramă regală.

## Legături externe
- „Šajkača nas je održala”. Serbian Mirror.
- „Šajkača – poreklo i značaj srpske kape”. Upoznaj Srbiju. 17 mai 2011.
- „Šajkaču izmislili u Banatu”. Vesti Online. 30 aprilie 2010.